# Station Cattenières
Station Cattenières is een spoorwegstation in de Franse gemeente Cattenières.

## Foto's

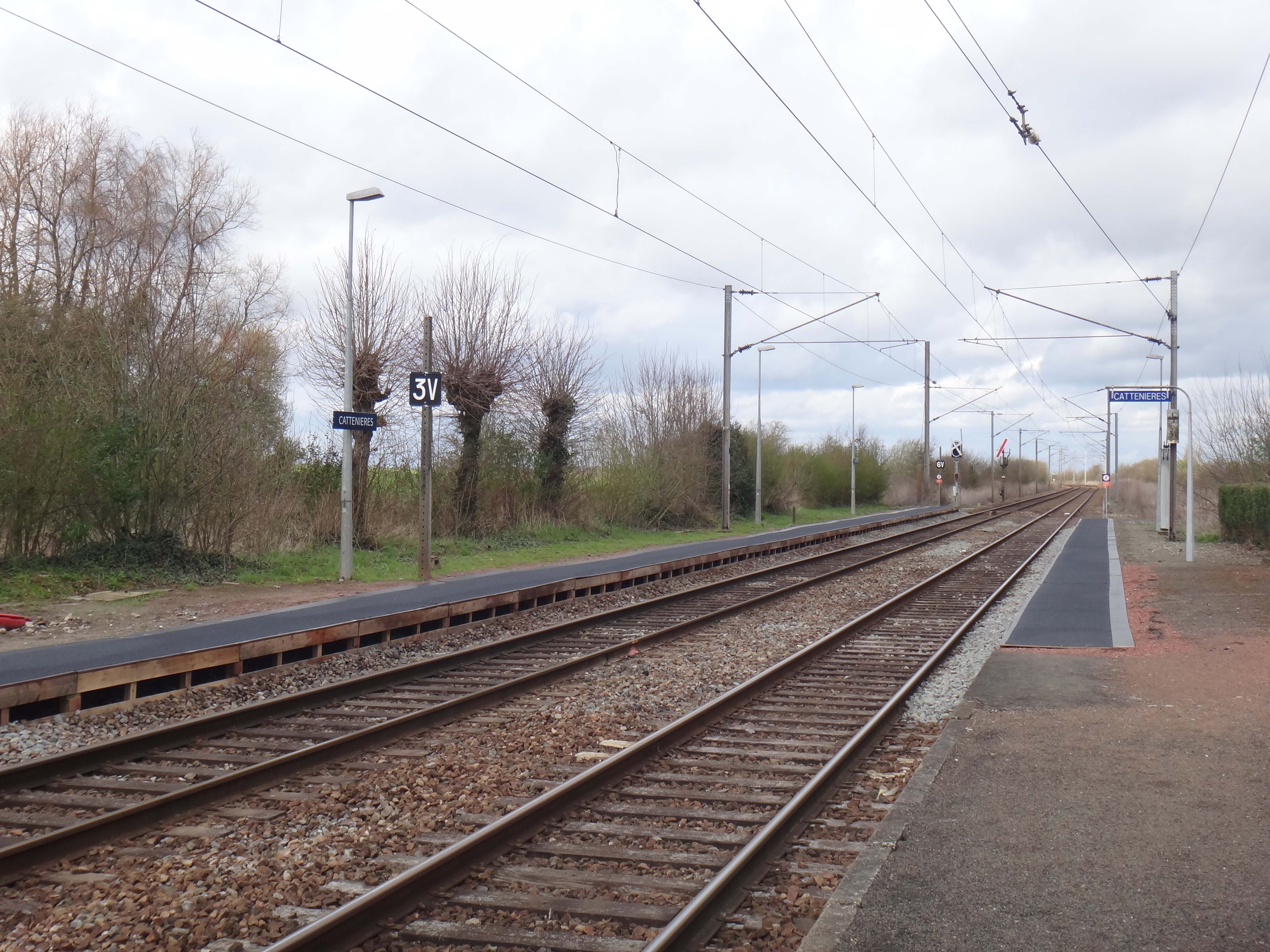